# Reedy
Reedy é uma cidade  localizada no estado norte-americano de Virgínia Ocidental, no Condado de Roane.

## Demografia
Segundo o censo norte-americano de 2000, a sua população era de 198 habitantes.
Em 2006, foi estimada uma população de 191, um decréscimo de 7 (-3.5%).

## Geografia
De acordo com o United States Census Bureau tem uma área de
0,6 km², dos quais 0,6 km² cobertos por terra e 0,0 km² cobertos por água. Reedy localiza-se a aproximadamente 211 m acima do nível do mar.

## Localidades na vizinhança
O diagrama seguinte representa as localidades num raio de 32 km ao redor de Reedy.